# Zungenstück

Das Zungenstück besteht aus Teil 1 und 4

Als Zungenstück (in Nordamerika Boned Chuck) bezeichnet man einen Teil des Rindfleischs bei der Zerlegung.
Bei der Zerlegung bleiben Rinderhals und Fehlrippe zusammen. Zusammen mit der Querrippe (Teil 2 in der Abbildung) ergibt sich das Chuck.
Die gute Mischung von Fett und Muskelfleisch macht das Zungenstück sehr beliebt in der Herstellung von Burgerpatties.

## Weblink
- Darstellung bei Fleisch-Teilstücke.at (archivierte Version)